# Antonio Pérsico
Antonio Pérsico (* vor 1953 in Buenos Aires), auch bekannt unter dem Spitznamen Tanque, ist ein ehemaliger argentinischer Fußballspieler auf der Position eines Stürmers.

## Leben
Pérsico begann seine fußballerische Laufbahn im Nachwuchsbereich seines „Heimatvereins“ Boca Juniors, bei dem er 1953 auch seinen ersten Profivertrag erhielt. 1954 gehörte er zum Kader der Mannschaft, die die argentinische Fußballmeisterschaft gewann. Im Meisterjahr kam Pérsico zu sechs Einsätzen und bestritt dabei alle Punktspiele, die die Boca Juniors zwischen dem 25. Juli und dem 29. August 1954 absolvierten. Anfang 1957 wechselte er zu Vélez Sarsfield.
In seinen insgesamt vier Jahren, die „El Tanque“ in der höchsten Spielklasse des argentinischen Fußballs verbrachte, kam er lediglich zu insgesamt 19 Einsätzen (elf für Boca und acht für Vélez), in denen er gerade mal ein Tor erzielte. Daher dürfte es für ihn durchaus interessant gewesen sein, als der gerade in die zweite mexikanische Liga abgestiegene CD Tampico ihm ein Angebot unterbreitete. Pérsico nahm dieses Angebot an, nutzte die Chance und zeigte, über welche Qualitäten er verfügte; denn mit insgesamt 44 Treffern wurde er Torschützenkönig der Saison 1958/59 in der Segunda División. Somit erzielte er fast vierzig Prozent aller 115 Tore der Jaibas Bravas in dieser Spielzeit und hatte entscheidenden Anteil an der unmittelbaren Rückkehr des Vereins in die erste Liga. Zur Saison 1959/60 erhielt er im Angriff zudem Verstärkung seiner Landsleute Ricardo Bonelli und Roberto Rolando, mit denen er in den folgenden Spielzeiten eine erstklassige Sturmreihe bildete und in der Saison 1960/61 den mexikanischen Pokalwettbewerb gewann.

## Erfolge

### Verein
- Argentinischer Meister: 1954
- Mexikanischer Pokalsieger: 1961
- Mexikanischer Zweitligameister: 1958/59

### Persönliches
- Torschützenkönig der mexikanischen Segunda División: 1958/59